# Campeonato Brasiliense de Futebol de 2013
O Campeonato Brasiliense de Futebol de 2013 foi a 55ª edição da principal divisão do futebol no Distrito Federal. A disputa ocorreu entre 19 de janeiro e 19 de maio e foi organizada pela Federação Brasiliense de Futebol

## Regulamento
Repetindo-se o formato do ano anterior,exceto os torneios de consolação que não serão disputados, os participantes foram divididos em dois grupos. Na primeira fase (Taça JK), os times jogam contra os do outro grupo e o primeiro de um grupo enfrenta o segundo do outro numa semifinal. Os vencedores irão para a final do turno,em ida e volta, o vencedor dessa final, torna-se o campeão da Taça JK de 2013.
Na segunda fase (Taça Mané Garrincha), os times jogam dentro de seus grupos , embora a classificação seja dentro de cada grupo. O primeiro de um grupo enfrenta o segundo do outro numa semifinal. Os vencedores se enfrentam na final do turno,também em ida e volta, o vencedor do confronto será declarado o campeão da Taça Mané Garricha de 2013.
Os vencedores de cada turno disputam entre si dois jogos finais para estabelecerem o campeão brasiliense. Caso a mesma equipe vença os dois turnos, será declarado campeão automaticamente. Os três primeiros colocados tem o direito de disputar a Copa do Brasil de 2014.

### Critérios de desempate
Para o desempate entre duas ou mais equipes segue-se a ordem definida abaixo# Número de vitórias 
1. Saldo de gols
2. Gols marcados
3. Número de cartões amarelos e vermelhos
4. Sorteio

## Participantes
| Equipe      | Localidade     | Em 2012          | Estádio (mando) | Capacidade | Títulos             |
| ----------- | -------------- | ---------------- | --------------- | ---------- | ------------------- |
| Botafogo-DF | Novo Gama (GO) | 9º (1ª divisão)  | Bezerrão        | 20 000     | 0 (não possui)      |
| Brasília    | Brasília       | 2º (2ª divisão)  | Serejão         | 27 000     | 8 (último em 1987)  |
| Brasiliense | Taguatinga     | 4º (1ª divisão)  | Serejão         | 27 000     | 7 (último em 2011)  |
| Brazlândia  | Brazlândia     | 6º (1ª divisão)  | Chapadinha      | 3 000      | 0 (não possui)      |
| Capital-DF  | Guará          | 7º (1ª divisão)  | CAVE            | 8 000      | 0 (não possui)      |
| Ceilandense | Ceilândia      | 10º (1ª divisão) | Abadião         | 4 000      | 0 (não possui)      |
| Ceilândia   | Ceilândia      | 1º (1ª divisão)  | Abadião         | 4 000      | 2 (último em 2012)  |
| Gama        | Gama           | 5º (1ª divisão)  | Bezerrão        | 20 000     | 10 (último em 2003) |
| Legião      | Brasília       | 8º (1ª divisão)  | Augustinho Lima | 15 000     | 0 (não possui)      |
| Luziânia    | Luziânia (GO)  | 2º (1ª divisão)  | Serra do Lago   | 22 000     | 0 (não possui)      |
| Sobradinho  | Sobradinho     | 3º (1ª divisão)  | Augustinho Lima | 15 000     | 2 (último em 1986)  |
| Unaí        | Unaí (MG)      | 1º (2ª divisão)  | Urbano Adjuto   | 4 000      | 0 (não possui)      |

## Primeira fase (Taça JK)
Atualizado em 16 de março de 2013.
| Classificação | Classificação | Classificação | Classificação | Classificação | Classificação | Classificação | Classificação | Classificação | Classificação |
| Pos           | Equipe        | PG            | J             | V             | E             | D             | GP            | GS            | SG            |
| ------------- | ------------- | ------------- | ------------- | ------------- | ------------- | ------------- | ------------- | ------------- | ------------- |
| 1             | Brasiliense   | 11            | 6             | 3             | 2             | 1             | 5             | 3             | 2             |
| 2             | Sobradinho    | 7             | 6             | 2             | 1             | 3             | 13            | 14            | -1            |
| 3             | Luziânia      | 5             | 6             | 1             | 2             | 3             | 5             | 7             | -2            |
| 4             | Unaí          | 5             | 6             | 1             | 2             | 3             | 7             | 10            | -3            |
| 5             | Legião        | 4             | 6             | 0             | 4             | 2             | 5             | 8             | -3            |
| 6             | Botafogo-DF   | 2             | 6             | 0             | 2             | 4             | 4             | 13            | -9            |

| Classificação | Classificação | Classificação | Classificação | Classificação | Classificação | Classificação | Classificação | Classificação | Classificação |
| Pos           | Time          | PG            | J             | V             | E             | D             | GP            | GS            | SG            |
| ------------- | ------------- | ------------- | ------------- | ------------- | ------------- | ------------- | ------------- | ------------- | ------------- |
| 1             | Brasília      | 16            | 6             | 5             | 1             | 0             | 11            | 4             | 7             |
| 2             | Gama          | 12            | 6             | 3             | 3             | 0             | 12            | 7             | 5             |
| 3             | Ceilândia     | 12            | 6             | 3             | 3             | 0             | 9             | 5             | 4             |
| 4             | Capital-DF    | 10            | 6             | 3             | 1             | 2             | 8             | 5             | 3             |
| 5             | Ceilandense   | 8             | 6             | 2             | 2             | 2             | 11            | 8             | 3             |
| 6             | Brazlândia    | 3             | 6             | 0             | 3             | 3             | 4             | 10            | -6            |

### Fase final
|  | Semifinais  | Semifinais |   |             | Final | Final | Final | Final |
|  |             |            |   |             |       |       |       |       |
|  | Brasiliense | 0          |   |             |       |       |       |       |
|  | Gama        | 0          |   |             |       |       |       |       |
|  | Gama        | 0          |   | Brasiliense | 1     | 1     |       |       |
|  |             |            |   | Brasiliense | 1     | 1     |       |       |
|  |             | Brasília   | 3 | 0           |       |       |       |       |
|  | Brasília    | Brasília   | 3 | 0           | 2     |       |       |       |
|  | Brasília    |            |   |             | 2     |       |       |       |
|  | Sobradinho  | 2          |   |             |       |       |       |       |

### Desempenho por rodada
|         | 1   | 2   | 3   | 4   | 5   | 6   |
| Grupo A | LUZ | BSL | BSL | BSL | BSL | BSL |
| Grupo B | GAM | CLD | CEI | BRA | BRA | BRA |

|         | 1   | 2   | 3   | 4   | 5   | 6   |
| Grupo A | BOT | BOT | SOB | BOT | BOT | BOT |
| Grupo B | BZL | BZL | BZL | BZL | BZL | BZL |

### Premiação
| Taça JK de 2013              |
| ---------------------------- |
| BRASÍLIA Campeão (1º título) |

## Segunda fase (Taça Mané Garrincha)
Atualizado em 29 de abril de 2013.
| Classificação | Classificação | Classificação | Classificação | Classificação | Classificação | Classificação | Classificação | Classificação | Classificação |
| Pos           | Time          | PG            | J             | V             | E             | D             | GP            | GS            | SG            |
| ------------- | ------------- | ------------- | ------------- | ------------- | ------------- | ------------- | ------------- | ------------- | ------------- |
| 1             | Brasiliense   | 15            | 5             | 5             | 0             | 0             | 8             | 0             | 8             |
| 2             | Sobradinho    | 12            | 5             | 4             | 0             | 1             | 10            | 4             | 6             |
| 3             | Botafogo-DF   | 5             | 5             | 1             | 2             | 2             | 6             | 12            | -6            |
| 4             | Unaí          | 4             | 5             | 1             | 1             | 3             | 4             | 6             | -2            |
| 5             | Legião        | 4             | 5             | 1             | 1             | 3             | 4             | 7             | -3            |
| 6             | Luziânia      | 3             | 5             | 1             | 0             | 4             | 3             | 6             | -3            |

| Classificação | Classificação | Classificação | Classificação | Classificação | Classificação | Classificação | Classificação | Classificação | Classificação |
| Pos           | Time          | PG            | J             | V             | E             | D             | GP            | GS            | SG            |
| ------------- | ------------- | ------------- | ------------- | ------------- | ------------- | ------------- | ------------- | ------------- | ------------- |
| 1             | Ceilândia     | 10            | 5             | 3             | 1             | 1             | 12            | 7             | 5             |
| 2             | Ceilandense   | 10            | 5             | 3             | 1             | 1             | 7             | 4             | 3             |
| 3             | Brasília      | 9             | 5             | 3             | 0             | 2             | 9             | 5             | 4             |
| 4             | Gama          | 8             | 5             | 2             | 2             | 1             | 9             | 8             | 1             |
| 5             | Capital-DF    | 5             | 5             | 1             | 2             | 2             | 9             | 10            | -1            |
| 6             | Brazlândia    | 0             | 5             | 0             | 0             | 5             | 2             | 14            | -12           |

### Fase final
|  | Semifinais  | Semifinais |   |             | Final | Final | Final | Final |
|  |             |            |   |             |       |       |       |       |
|  | Brasiliense | 0          |   |             |       |       |       |       |
|  | Ceilandense | 0          |   |             |       |       |       |       |
|  | Ceilandense | 0          |   | Brasiliense | 1     | 2     |       |       |
|  |             |            |   | Brasiliense | 1     | 2     |       |       |
|  |             | Ceilândia  | 1 | 0           |       |       |       |       |
|  | Ceilândia   | Ceilândia  | 1 | 0           | 0     |       |       |       |
|  | Ceilândia   |            |   |             | 0     |       |       |       |
|  | Sobradinho  | 0          |   |             |       |       |       |       |

### Desempenho por rodada
|         | 1   | 2   | 3   | 4   | 5   |
| Grupo A | BSL | BSL | BSL | BSL | BSL |
| Grupo B | BRA | GAM | CLD | CLD | CEI |

|         | 1   | 2   | 3   | 4   | 5   |
| Grupo A | LEG | LEG | UNA | UNA | LUZ |
| Grupo B | BZL | BZL | BZL | BZL | BZL |

### Premiação
| Taça Mané Garrincha 2013        |
| ------------------------------- |
| BRASILIENSE Campeão (1º título) |

## Terceira fase (Final)
| 11 de maio | Brasília | 0 - 1 | Brasiliense | Boca do Jacaré, Taguatinga |
| 16:00      |          |       | Baiano 66'  |                            |

| 18 de maio | Brasiliense | 3 - 0 | Brasília | Estádio Nacional de Brasília Mané Garrincha, Brasília |
| 16:00      |             |       |          |                                                       |

### Campeão
| Campeonato Brasiliense de 2013  |
| ------------------------------- |
| BRASILIENSE Campeão (8º título) |

## Classificação geral
Para a definição da classificação geral, excluem-se os pontos obtidos nas fases semifinal e final de cada turno. Ao final do campeonato, o campeão e o vice-campeão ocuparão a primeira e segunda colocações independente do número de pontos.
| 1  | Brasiliense | 29 | 12 | 9 | 2 | 1 | 16 | 3  | 13  |
| 2  | Brasília    | 25 | 12 | 8 | 1 | 3 | 20 | 12 | 8   |
| 3  | Ceilândia   | 22 | 11 | 6 | 4 | 1 | 21 | 12 | 9   |
| 4  | Gama        | 20 | 11 | 5 | 5 | 1 | 21 | 15 | 6   |
| 5  | Sobradinho  | 19 | 11 | 6 | 1 | 4 | 23 | 18 | 5   |
| 6  | Ceilandense | 18 | 11 | 5 | 3 | 3 | 18 | 12 | 6   |
| 7  | Capital-DF  | 15 | 11 | 4 | 3 | 4 | 17 | 15 | 2   |
| 8  | Unaí        | 9  | 11 | 2 | 3 | 6 | 11 | 16 | -5  |
| 9  | Luziânia    | 8  | 11 | 2 | 2 | 7 | 8  | 13 | -5  |
| 10 | Legião      | 8  | 11 | 1 | 5 | 5 | 9  | 15 | -6  |
| 11 | Botafogo-DF | 7  | 11 | 1 | 4 | 6 | 10 | 25 | -15 |
| 12 | Brazlândia  | 3  | 11 | 0 | 3 | 8 | 6  | 24 | -18 |

- ^ a. Conforme o regulamento, após as finais, o campeão e vice-campeão deverão ocupar, respectivamente, a primeira e a segunda colocação na classificação geral.